# Palais des glaces (Paris)
Pour les articles homonymes, voir Palais des glaces.
 (février 2015).
Si vous disposez d'ouvrages ou d'articles de référence ou si vous connaissez des sites web de qualité traitant du thème abordé ici, merci de compléter l'article en donnant les références utiles à sa vérifiabilité et en les liant à la section « Notes et références ».
Le Palais des glaces est une salle de spectacle parisienne édifiée en 1876 au 37 rue du Faubourg-du-Temple, dans le 10e arrondissement de Paris.
Le Théâtre comprend deux salles : la principale de cinq cents places (réparties entre orchestre et balcon) et le Petit Palais des glaces (cent places).

## Historique

### Débuts
Inaugurée en 1876 sous le nom de Boléro Star et essentiellement consacrée à la chanson, la salle est rapidement rebaptisée Bijou Concert. C'est peu à peu, et sous l'impulsion de ses différents directeurs (Albert Schrameck, spécialiste du café-concert puis Paul Ruez, également directeur des Folies Bergère, de l'Olympia ou du Moulin-Rouge) que le théâtre envahit les lieux. Oscillant alors sans cesse entre music-hall et théâtre, au gré des directions et des faillites, la salle est entièrement reconstruite en 1924 pour devenir le Grand cinéma du palais des glaces (en raison de sa nouvelle façade recouverte de miroirs).

### Avènement des concerts et des spectacles comiques (1970-2020)
En 1970, ayant abandonné le cinéma pour revenir à la musique, le Palais des glaces accueille des artistes tels que Marcel Dadi, Touré Kunda, Nina Simone ou les Clash.
Le 28 mars 1977, Marc Zermati y organise la Nuit punk, concert qui réunit Wayne County and the Electric Chairs, Stinky Toys, The Jam, Generation X et The Police.
En 1988, et alors que le Palais est entre-temps redevenu un théâtre, le producteur Jimmy Lévy le rachète et le consacre peu à peu à l'humour. Le théâtre voit ainsi défiler sur ses planches une nouvelle génération d'humoristes français, comme Les Vamps (en 1989, 1991 et 1995), Pierre Palmade (1990), Jean-Marie Bigard (1992), Chevallier et Laspalès (1992), Patrick Timsit (1993), Marc Jolivet (1994), Élie et Dieudonné (1996), Gad Elmaleh (1997) ou Éric et Ramzy (1998). Dédié désormais au one-man-show et à la comédie, le Palais des glaces est racheté à l'été 2002 par Jean-Pierre Bigard, le frère de l'humoriste français Jean-Marie Bigard, qui le dirigea jusqu’à l'été 2022.
En 2010, 50 théâtres privés de Paris réunis au sein de l'Association pour le Soutien du Théâtre Privé (ASTP) et du Syndicat National des Directeurs et Tourneurs du Théâtre Privé (SNDTP), dont fait partie le Palais des glaces, décident de se renforcer grâce à une nouvelle enseigne, symbole du modèle historique du théâtre privé : les Théâtres Parisiens Associés.

### Travaux de rénovation (depuis 2022)
Le 4 juillet 2022, le Palais des Glaces est repris par Mickael Chétrit, David Boukhobza. D’importants travaux de rénovation sont engagés dans le lieu ainsi qu’un changement du logo et de la charte graphique du nom.